# Pandanus navicularis
Pandanus navicularis är en enhjärtbladig växtart som beskrevs av Benjamin Clemens Masterman Stone. Pandanus navicularis ingår i släktet Pandanus och familjen Pandanaceae. Inga underarter finns listade.